# Конашувка
Конашувка (пол. Konaszówka) — село в Польщі, у гміні Ксьонж-Великі Меховського повіту Малопольського воєводства.
Населення — 235 осіб (2011).
У 1975-1998 роках село належало до Келецького воєводства.

## Демографія
Демографічна структура станом на 31 березня 2011 року:
|          | Загалом | Допрацездатний вік | Працездатний вік | Постпрацездатний вік |
| -------- | ------- | ------------------ | ---------------- | -------------------- |
| Чоловіки | 114     | 21                 | 72               | 21                   |
| Жінки    | 121     | 22                 | 66               | 33                   |
| Разом    | 235     | 43                 | 138              | 54                   |